# Force of Will
Pour les articles homonymes, voir FOW.
 (juillet 2022).
 (juillet 2022).
La mise en forme du texte ne suit pas les recommandations de Wikipédia : il faut le « wikifier ».
Les points d'amélioration suivants sont les cas les plus fréquents :
- Les titres sont pré-formatés par le logiciel. Ils ne sont ni en capitales, ni en gras.
- Le texte ne doit pas être écrit en capitales (les noms de famille non plus), ni en gras, ni en italique, ni en « petit »…
- Le gras n'est utilisé que pour surligner le titre de l'article dans l'introduction, une seule fois.
- L'italique est rarement utilisé : mots en langue étrangère, titres d'œuvres, noms de bateaux, etc.
- Les citations ne sont pas en italique mais en corps de texte normal. Elles sont entourées par des guillemets français : « et ».
- Les listes à puces sont à éviter, des paragraphes rédigés étant largement préférés. Les tableaux sont à réserver à la présentation de données structurées (résultats, etc.).
- Les appels de note de bas de page (petits chiffres en exposant, introduits par l'outil «  Source ») sont à placer entre la fin de phrase et le point final[comme ça].
- Les liens internes (vers d'autres articles de Wikipédia) sont à choisir avec parcimonie. Créez des liens vers des articles approfondissant le sujet. Les termes génériques sans rapport avec le sujet sont à éviter, ainsi que les répétitions de liens vers un même terme.
- Les liens externes sont à placer uniquement dans une section « Liens externes », à la fin de l'article. Ces liens sont à choisir avec parcimonie suivant les règles définies. Si un lien sert de source à l'article, son insertion dans le texte est à faire par les notes de bas de page.
- La présentation des références doit suivre les conventions bibliographiques. Il est recommandé d'utiliser les modèles {{Ouvrage}}, {{Chapitre}}, {{Article}}, {{Lien web}} et/ou {{Bibliographie}}. Le mode d'édition visuel peut mettre en forme automatiquement les références.
- Insérer une infobox (cadre d'informations à droite) n'est pas obligatoire pour parachever la mise en page.

Pour une aide détaillée, merci de consulter Aide:Wikification.
Si vous pensez que ces points ont été résolus, vous pouvez retirer ce bandeau et améliorer la mise en forme d'un autre article.
Force of Will' (en français : Force de Volonté), souvent abrégé en FoW, est un jeu de cartes a collectionner japonais édité par Eye Spy Production PTE.LTD. Ce jeu présente des similarités avec d'autres jeux de cartes comme Magic : L'assemblée.

## Fonctionnement du jeu
Chaque joueur possède un deck "principal" de 40 à 60 cartes composé de plusieurs types : Résonateurs, Regalia, Chant et Addition et un deck secondaire de 10 à 20 cartes composé de Pierres Magiques qui permettent de jouer les autres cartes. Le joueur possède aussi un Ruler, c'est une carte unique montrée au début de la partie qui a la capacité intrinsèque de pouvoir être épuisée afin de récupérer une carte de son deck secondaire.

### Différents formats
Le jeu possède différents formats qui sont supportés officiellement :
- Wanderer
- New Frontiers
- Genesis

Chaque format possède des règles ou restrictions propres en plus des règles du jeu

### Wanderer
Ce format est le format standard des tournois. Le joueur peut jouer l'ensemble des cartes légales hormis celles sorties dans le bloc Valhalla.

### New Frontiers
Ce format est un format secondaire. Les joueurs doivent jouer des cartes sorties lors des deux dernier blocs.

### Genesis
Ce format est un format secondaire. Les joueurs constituent un deck principal de 60 cartes. l'Ensemble des cartes doivent être joué en un unique exemplaire.

## Histoire
Force of Will possède une histoire disponible en Anglais sous la forme de nouvelle qui paraissent à chaque nouvelle sortie.